# Сенджи Ямагучи

Сенджи Ямагучи (на японски: 山口 仙二, Yamaguchi Senji, 3 октомври 1930 г. – 6 юли 2013 г.) е оцелял от атомната бомбардировка (хибакуша) на Нагасаки и по-късно лидер на антиядреното движение Нихон Хиданкьо.
Ямагучи е роден през 1930 г. в бедно семейство в Нагасаки. Завършва Техническото училище в Нагасаки (сега Техническа гимназия в Нагасаки). През 1945 г. е назначен като непълнолетен оръжейник. На 9 август 1945 г. той получава келоидни белези, докато копае укрития в оръжейната фабрика, когато Съединените щати пускат ядрена бомба на 1,3 км от хипоцентъра на експлозията. Когато работи с 5 други колеги, той единственият оцелял от групата. Г-н Ямагучи полуава тежки изгаряния трета степен на части от лицето, раменете и корема.
Ямагучи е служил само в две антиядрени организации, едната е движението за антиядрени оръжия през 1955 г. и оглавява Японската конфедерация на организациите, страдащи от атомни и водородни бомби (Нихон Хиданкьо) между 1981 и 2010 г. Той дори веднъж е получил разрешение да участва в срещата на ООН през 1982 г. През последните си години той е хоспитализиран и почива от болест на 6 юли 2013 г. в Унзен, Нагасаки.
| „ | Няма повече Хирошима, няма повече Нагасаки, няма повече война, няма повече хибакуша | “ |

.
Говорейки на втората специална сесия на ООН за разоръжаването през 1982 г., той призовава международната общност да гарантира, че ядрени атаки никога повече няма да се случват. През 2005 г. Нихон Хиданкьо и Сенджи Ямагучи са сред фаворитите за Нобеловата награда за мир, но си тръгват с празни ръце.
Почти двадесет години по-късно, през 2024 г. Нобеловият комитет удостоява организацията с тази нграда.

## Семейство
Сенджи Ямагучи се жени и е баща на две осиновени дъщери.